# Aeolus (schip, 2014)
De Aeolus is een innovatief en geavanceerd transport- en installatieschip voor het plaatsen van windmolens op zee. Het werd in juni 2014 gedoopt en is in handen van de Nederlandse baggermaatschappij Van Oord.

## Bestelling
Het schip werd in 2010 besteld door Van Oord bij de Duitse scheepswerf Sietas in Hamburg. Van Oord nam tegelijk een optie voor een tweede exemplaar. In september 2012 zou het schip worden geleverd, maar de werf raakte in financiële problemen. Na onderhandelingen met de schuldeisers ging het werk aan het schip weer verder in februari 2012. Later in 2012 zag Van Oord af van de bestelling van het tweede schip.

## Beschrijving
De Aeolus is 139,4 meter lang en 44,5 m breed. Het heeft een diepgang van 8,6 meter en een vaarsnelheid van 10,5 knopen. De dekvloer heeft een oppervlakte van 3.775 m². Het is uitgerust met een grote kraan die ruim 1.600 ton lading kan tillen en twee kleinere kranen van 20 ton. Het schip biedt accommodatie aan maximaal 99 mensen.
Het schip is voorzien van vier poten (jack-up). De poten zijn 81 meter lang en hebben een diameter van 4,5 meter, en het schip kan werken in waterdiepten tot 55 m. De vier poten, twee bij de kraan en twee poten achter de brug, staan omhoog als het schip vaart. Op de locatie aangekomen worden de poten afgezakt tot op de zeebodem. Eenmaal op de poten staat het schip stabiel waardoor onderdelen van windmolens gemakkelijker te plaatsen zijn daar de golven geen effect meer hebben.
Medio 2016 werd bekend dat de oorspronkelijke kraan van 900 ton zou worden vervangen door een nieuw exemplaar met een hefvermogen van 1.600 ton. Verder zou de transportcapaciteit vergroot worden. Op 28 februari 2018 was de nieuwe kraan geïnstalleerd.

## Eerste opdracht
Het eerste project voor het schip was het in opdracht van Eneco en Mitsubishi Corporation te bouwen offshore windmolenpark Luchterduinen. Dit park staat 23 kilometer voor de kust van Noordwijk aan Zee en Zandvoort en werd op 21 september 2015 officieel geopend.